# 사상역 (한국철도공사)
사상역(Sasang station, 沙上驛)은 부산광역시 사상구 괘법동에 있는 경부선과 가야선의 철도역이다. 부전역으로 가는 열차는 이 역에서 가야선과 부전선을 경유하여 동해선으로 진입한다.
1일 15회(상행 8회, 하행 7회)의 무궁화호만 정차하며, 서울로 가는 ITX-새마을, 무궁화호는 무정차 통과한다.
향후 부전-마산 복선전철이 개통되면 경전선 환승역이 될 예정이다. 이 때 경전선은 지하 승강장을 이용한다.
도시철도와는 부산-김해 경전철 사상역과 좀더 가까우며, 역사 입구 정면에 부산-김해경전철의 고가 선로가 있다.
승강장에서 역사로 연결되는 지하 통로/육교가 없기 때문에 여객열차 정차 시간에 인접한 시간에만 대합실에서 승강장으로 들어가는 출구를 개방하며, 그 외 시간에는 역무원이 승강장 출입문에 빗장을 걸어 놓는다.
역사 주변은 언덕길이며, 상대적으로 번화한 부산서부터미널 일대도 역에서 경사길로 내려와야 있다.
경부선 도심구간 지하화가 완공되면 경부선 역사는 폐역될 예정이다.

## 역사
- 1928년 11월 01일 : 보통역으로 영업 개시
- 1944년 6월 10일 : 가야선 개통과 함께 분기역이 됨
- 1958년 10월 30일 : 구 역사 신축 준공
- 1967년 7월 1일 : 화물 취급 중지[1]
- 1968년 9월 11일 : 화물 취급 재개[2]
- 1978년 2월 2일 : 한일시멘트 전용선 개통
- 1997년 10월 11일 : 한국물류 컨테이너 야드 조성
- 2001년 8월 1일 : 컨테이너 야드 취급 중지
- 2001년 11월 1일 : 한일시멘트 전용선 운행 중지
- 2002년 12월 2일 : 동서통근열차 폐지
- 2006년 11월 15일 : 화물 취급 중지
- 2018년 11월 21일 : 구역사 철거
- 2021년 2월 11일 : 개업 100주년
- 2022년 4월 30일 : 신역사 영업 개시

## 역 구조
승강장은 2면 4선식 쌍섬식 승강장이다. 대합실에서 승강장으로 가는 출입구 정면으로 보이는 승강장이 상행 승강장이다.
4개의 승강장 중 상행은 2번만 이용하며, 하행은 경부선열차가 3번 승강장에 정차하고 가야선을 통해 부전역으로 들어가는 열차는 4번 승강장에 정차한다.

### 배선도
사상역의 배선도는 다음과 같다.

### 승강장
| ↑구포                       |
| １２ \| ３４ \|             |
| 부산(경부선)↓/부전(가야선)↓ |

| 1~2 | 경부선 | 무궁화호 | 동대구 · 대전 · 순천 · 광주송정 · 목포 방면 |
| 3   | 경부선 | 무궁화호 | 부산 방면                                   |
| 4   | 가야선 | 무궁화호 | 부전 방면                                   |

## 역 주변
- ● 부산 도시철도 2호선,● 부산-김해 경전철 사상역
- 부산서부시외버스터미널
- 르네시떼
- 천일여객

## 인접한 역
| 경부선         | 경부선          | 경부선    |
| -------------- | --------------- | --------- |
| 구포 서울 방면 | 무궁화호 경부선 | 부산 방면 |
| 구포 목포 방면 | 무궁화호 경전선 | 부전 방면 |

## 사진

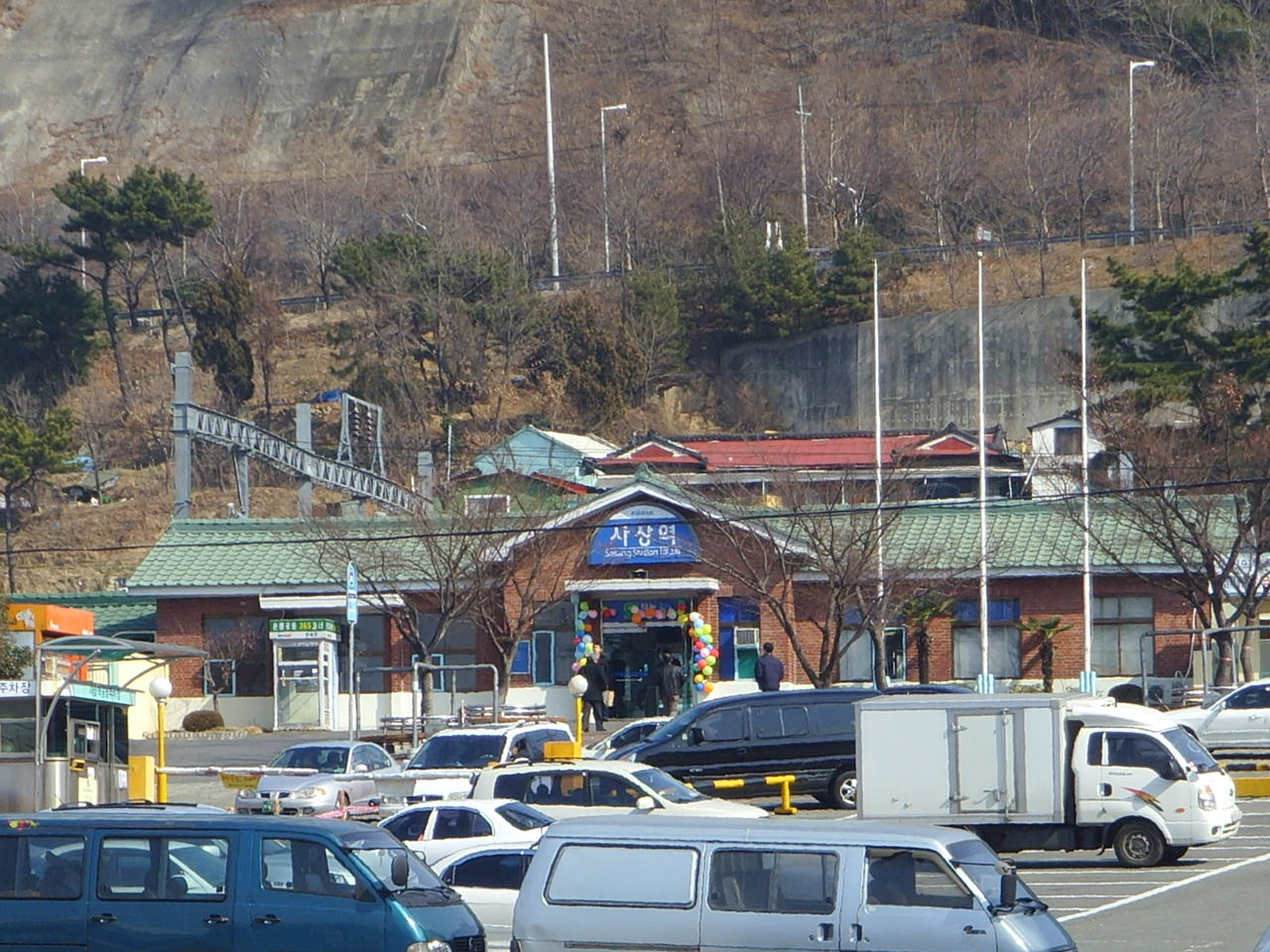
2008년 2월 10일 사상역사
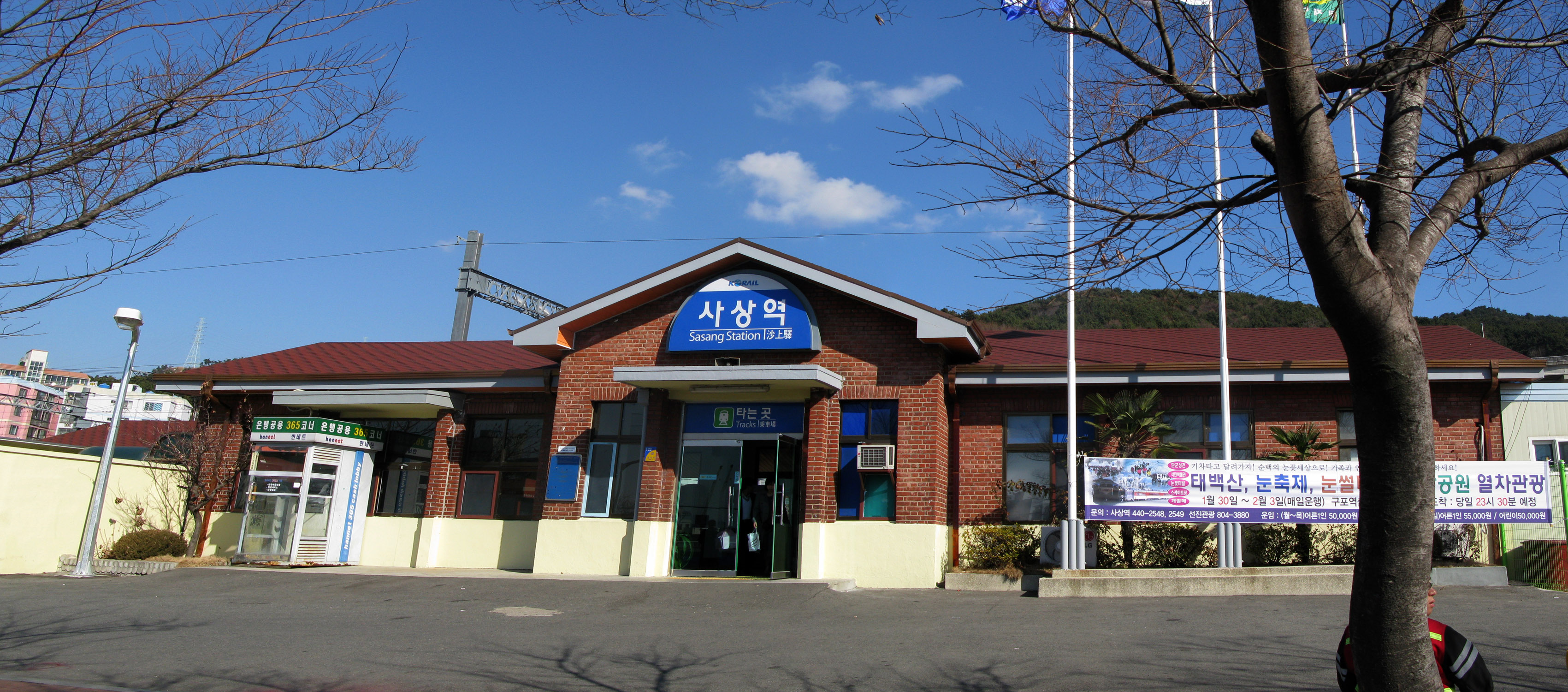
역사 정면 (2009-01-28)
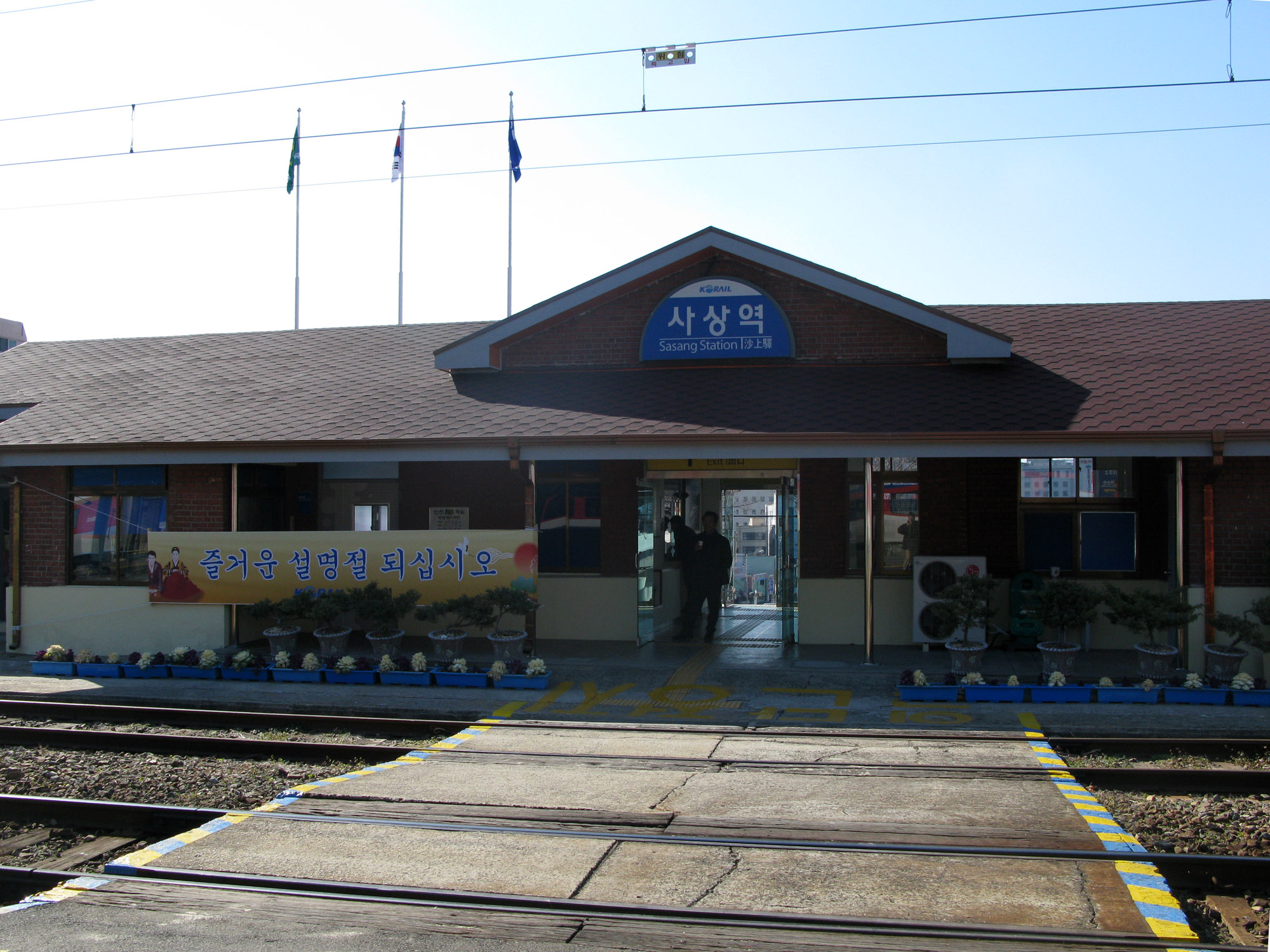
역사 뒷면
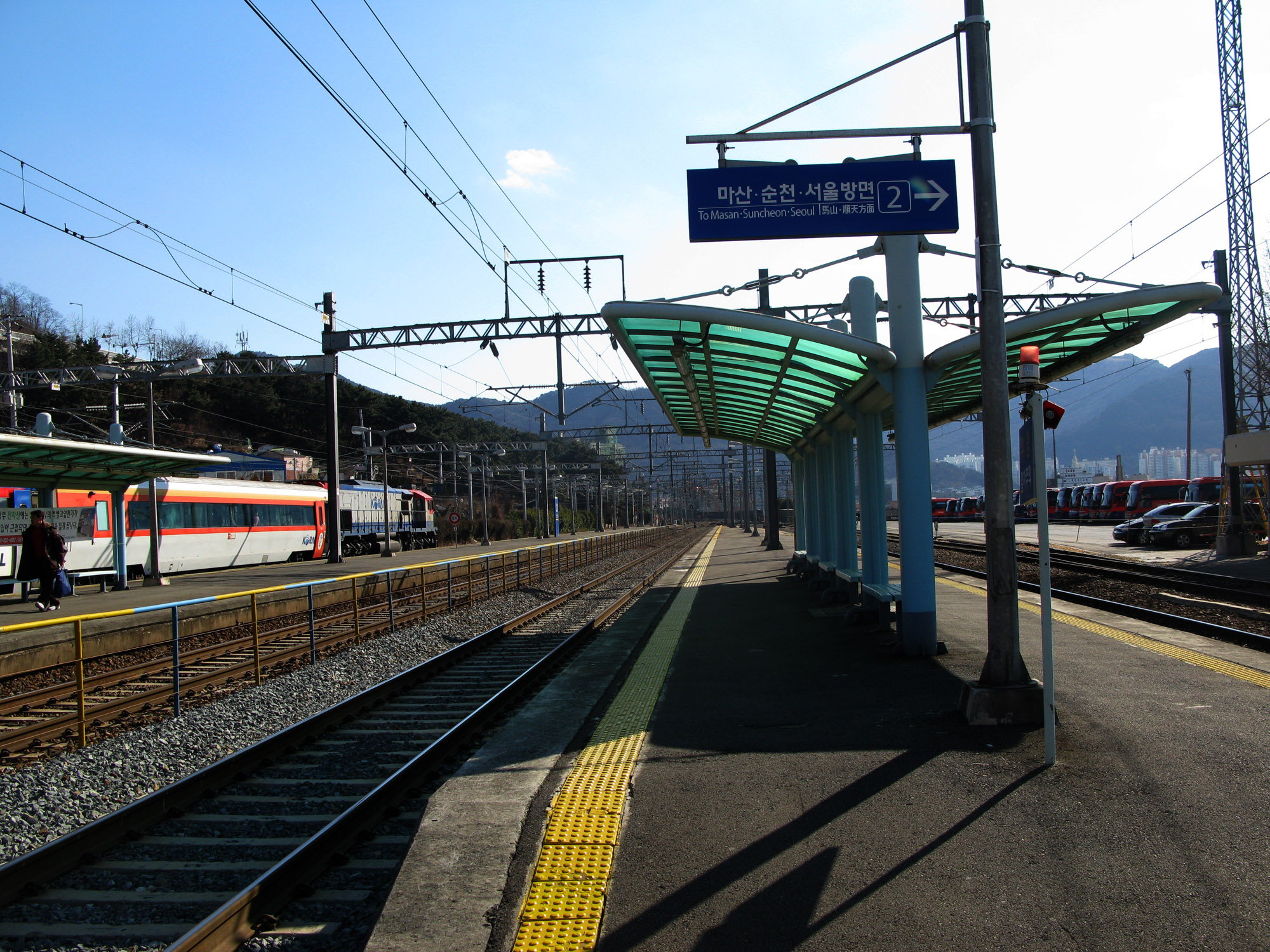
승강장 (부산 방향)
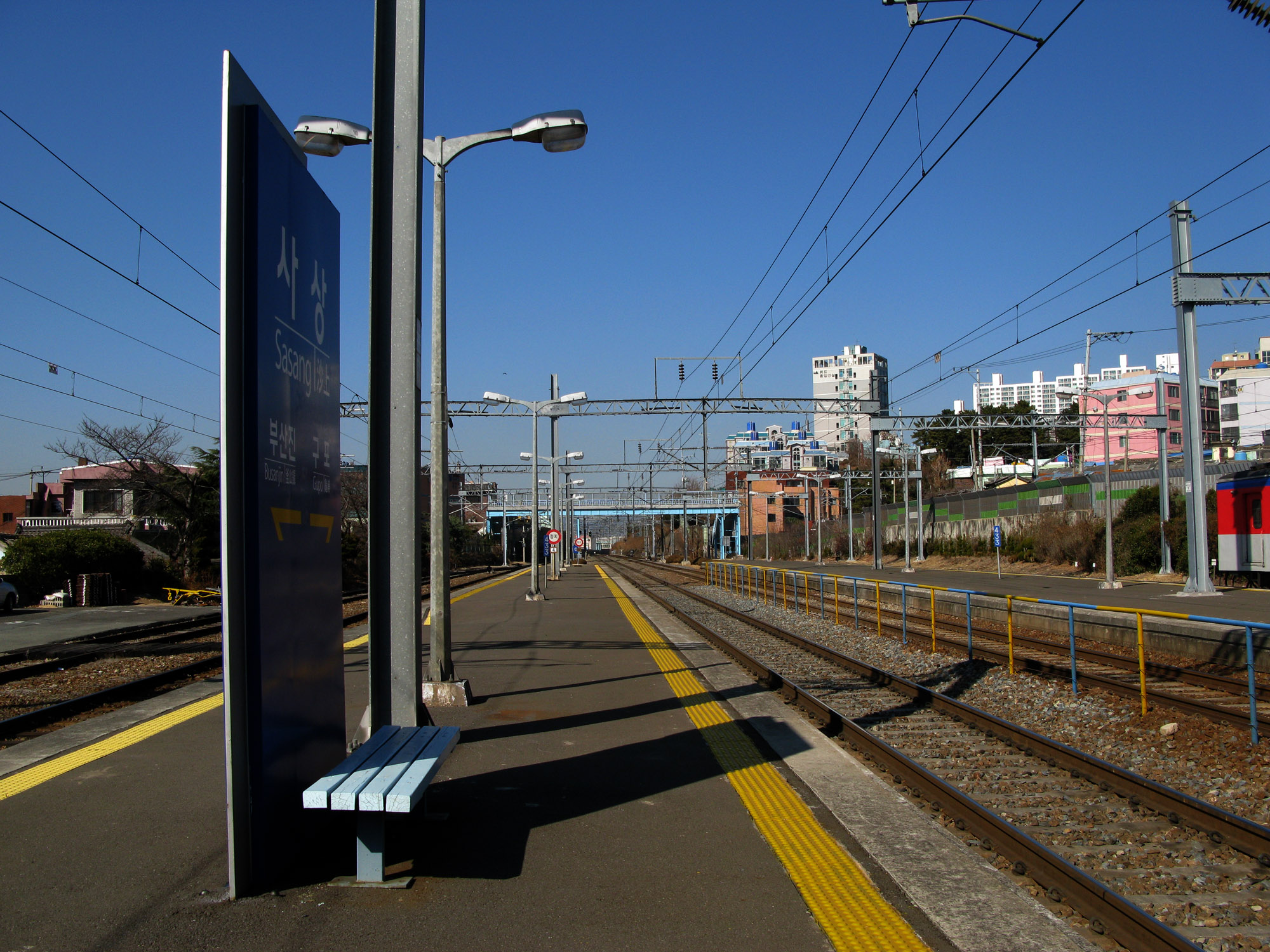
승강장 (서울 방향)